# Moldomusa Kongantiyev
Moldomusa Tashbolotovich Kongantiyev (em russo:  Молдомуса Ташболотович Конгантиев; 31 de março de 1958 – Osh, 12 de fevereiro de 2022) foi um político do Quirguistão e ex-ministro do Interior do Quirguistão até abril de 2010.
Em 7 de abril de 2010, houve relatos conflitantes da mídia sobre se Kongantiyev foi morto nos Talas ou feito refém durante os distúrbios no Quirguistão em 2010. O Ministério do Interior do Quirguistão negou relatos sobre a morte de Kongantiyev, e em 8 de abril de 2010 ele foi mostrado espancado, mas vivo, em uma reportagem na televisão. O líder da oposição Bolotbek Sherniyazov foi nomeado novo ministro interino do Interior.